# Corynoneura doriceni
Corynoneura doriceni är en tvåvingeart som beskrevs av Makarchenko 2006. Corynoneura doriceni ingår i släktet Corynoneura och familjen fjädermyggor. Inga underarter finns listade i Catalogue of Life.